# Martin Cross
Martin Patrick Cross (* 19. Juli 1957 in London) ist ein britischer Ruderer, der zwei olympische Medaillen gewann.

## Karriere
Martin Cross gewann bei den Junioren-Weltmeisterschaften 1975 die Silbermedaille im Vierer ohne Steuermann. Bei den Weltmeisterschaften 1978 gewann der sowjetische Vierer ohne Steuermann vor dem Boot aus der DDR, dahinter erhielten Martin Cross, David Townsend, Ian McNuff und John Beattie die Bronzemedaille. In der gleichen Besetzung belegten die Briten auch bei den Weltmeisterschaften 1979 den dritten Platz, diesmal hinter den Booten aus der DDR und aus der CSSR. Die dritte Bronzemedaille in Folge erkämpften die vier Briten bei den Olympischen Spielen 1980 in Moskau hinter den Booten aus der DDR und aus der Sowjetunion.
Nach einem zehnten Platz im Vierer ohne Steuermann bei den Weltmeisterschaften 1981 belegte Cross 1982 den sechsten Platz im Doppelvierer und 1983 den sechsten Platz im Vierer mit Steuermann. Aus diesem Vierer mit Steuermann saßen bei den Olympischen Spielen 1984 noch Richard Budgett und Martin Cross im Boot, neu hinzu kamen Steven Redgrave, Andrew Holmes und Steuermann Adrian Ellison. In dieser Besetzung gewannen die Briten die Goldmedaille vor dem US-Boot und den Neuseeländern. 
Bei den Weltmeisterschaften 1985 ruderte Martin Cross zusammen mit Adam Clift im Zweier ohne Steuermann, die beiden gewannen die Silbermedaille hinter den sowjetischen Brüdern Nikolai und Juri Pimenow. 1986 belegten Clift und Cross den vierten Platz. Bei den Commonwealth Games 1986 siegten Clift und Cross zusammen mit Redgrave, Holmes und Ellison im Vierer mit Steuermann. 1987 traten Clift und Cross auch bei den Weltmeisterschaften im Vierer mit Steuermann an, zusammen mit John Maxey, John Garrett und Steuermann Vaughan Thomas belegten sie den fünften Platz. In der gleichen Besetzung belegten die Briten den vierten Platz bei den Olympischen Spielen 1988 in Seoul.
Nach einem vierten Platz im Vierer ohne Steuermann bei den Weltmeisterschaften 1990 gewann Martin Cross bei den Weltmeisterschaften 1991 die Bronzemedaille mit dem britischen Achter. Bei den Olympischen Spielen 1992 und den Weltmeisterschaften 1993 belegte Cross jeweils den sechsten Platz im Achter. Seinen letzten Start bei großen internationalen Meisterschaften schloss Martin Cross mit einem siebten Platz im Zweier mit Steuermann bei den Weltmeisterschaften 1994 ab.
Der 1,87 m große Martin Cross startete für den Thames Tradesmen's Rowing Club in Chiswick. Er ist Geschichtslehrer an der Hampton School, daneben schreibt er für den Guardian über Rudern.